# Chikji sa
Chikji sa (직지사 Klasztor Bezpośredniego Wskazywania na Umysł) – koreański klasztor buddyjski. Jeden z najstarszych koreańskich klasztorów.

## Historia klasztoru
Uważa się, że klasztor został zbudowany w roku 418 przez mnicha Ado, który wprowadził buddyzm do Silli. Było to jeszcze przed tym, zanim buddyzm zaakceptowano. Potem klasztor podupadł i dopiero Chajang odbudował i rozbudował go do czterdziestu budynków w 645 r. Klasztor został zbudowany na górze Hwangak w pobliżu miasta Gimcheon.
W tym klasztorze ordynację mnisią w połowie XVI wieku przyjął mistrz sŏn Samyŏng Yujŏng (1543–1610).
W czasie japońskiej inwazji na Koreę w 1592 roku klasztor został doszczętnie spalony. Jego odbudowa rozpoczęła się w roku 1602. Odbudowano dwadzieścia budynków.
Ostatnio mistrz Kŭmo T'aejŏn (1896–1968), uczeń mistrza Powola, odbudował w 1967 r. kilka budynków w klasztorze Pŏpchu sa, nauczał w tym klasztorze przez ponad dwadzieścia lat.

## Znane obiekty
- Jikjisa birojeonap samcheungseoktap (직지사비로전앞삼층석탑 Trzykondygnacyjna kamienna stupa przed Birojeon w Jikjisa) – Kulturalna Własność nr 607

## Adres klasztoru
- 215-3 Unsu-ri, Daehang-myeon, Gimcheon, Gyeongsangbuk-do, Korea Południowa